# Bodine Monet

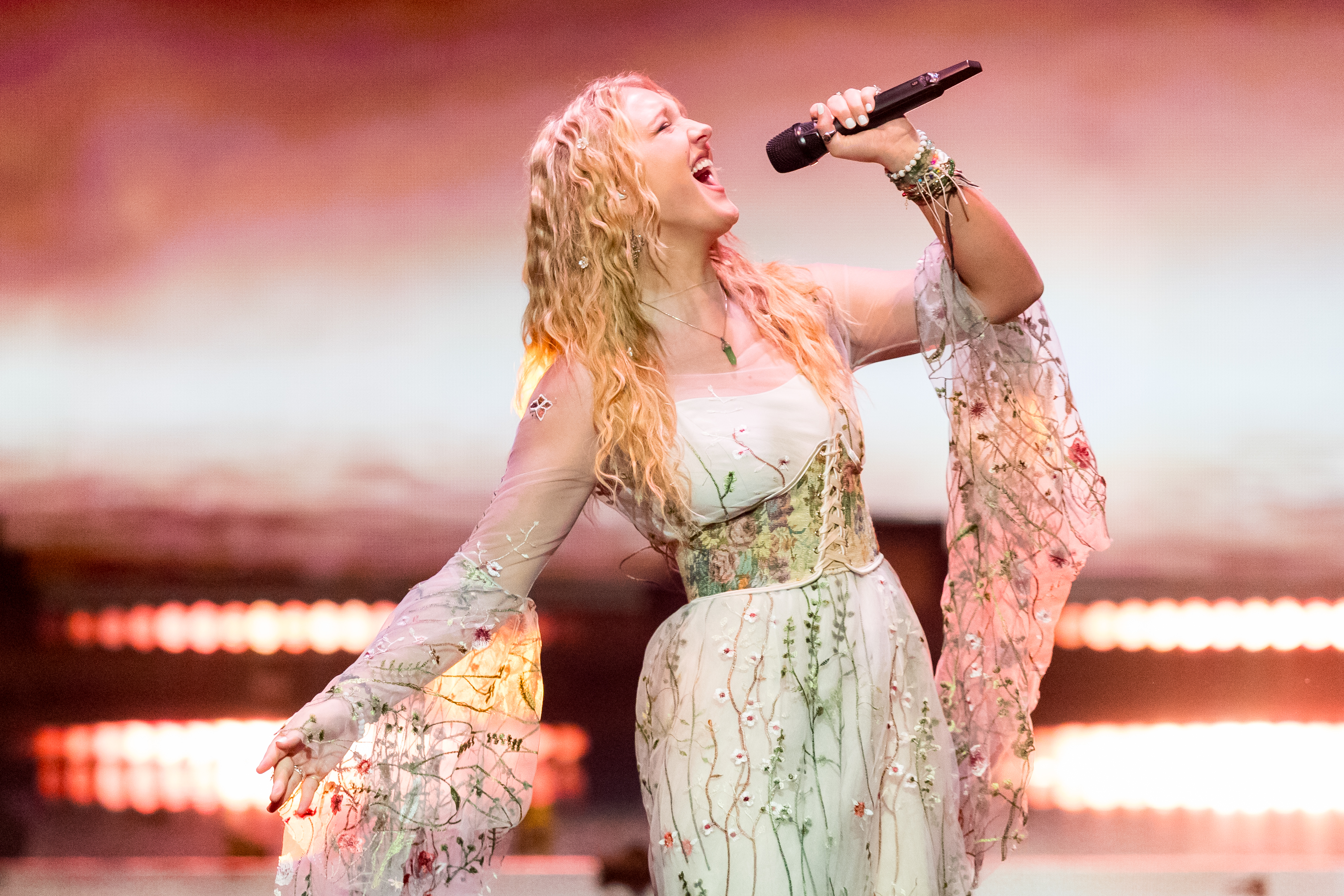
Monet beim Eurovision Song Contest – Das deutsche Finale 2024 in Berlin (2024)

Bodine Monet (auch Bodine Hilhorst; * 20. Januar 2001) ist eine niederländische Sängerin kanadischer Abstammung.

## Leben
Bodine Monet hat kanadische Wurzeln und wuchs im nordholländischen Haarlem auf. Im Alter von acht Jahren nahm sie erstmals Gesangsunterricht. Aktuell lebt sie in Zandvoort und absolviert sie eine Musikausbildung am Conservatorium Haarlem.

## Karriere
Sowohl 2014 als auch 2016 nahm Monet an der Castingshow The Voice Kids teil und erreichte bei ihrer zweiten Teilnahme das Finale. Im Jahr 2019 nahm sie an einer speziellen Folge der Fernsehshow Beste Zangers mit ausschließlich YouTube-Künstlern teil und ein Jahr später war sie in der SBS-6-Talentshow We Want More zu sehen.
Im Februar 2024 nahm Bodine Monet mit dem Song Tears Like Rain am deutschen Vorentscheid zum Eurovision Song Contest 2024 teil und belegte den vierten Platz.